# Ману-смрити
«Ма́ну-смри́ти» (санскр. मनुस्मृति, IAST: manusmṛti), также известна как «Ману-самхи́та», «Манава-дхармашастра» (санскр. मानवधर्मशास्त्र) и «Законы Ману» — древнеиндийский сборник права: религиозно-нравственных и правовых предписаний, приписываемый традицией легендарному прародителю человечества — Ману. Является одной из девятнадцати дхарма-шастр, которые входят в литературу смрити. Дхармашастры находятся в каноне текстов смрити только у Смарта Сампрадаи.

## Датирование текста
Датирование текста является важным для науки, так как, по мнению учёных, «Ману-смрити» была написана в период, когда влияние брахманов было под угрозой неведических движений, после распада империй Маурьев и Шунга сложился период социальной нестабильности. Однако брахманизм не является «ведическим». Таким образом, по мнению учёных, «Ману-смрити» и другие Дхарма-шастры были реакцией брахманов на эти угрозы.
В науке утвердилась точка зрения Георга Бюлера, что «Ману-смрити» в том виде, в каком она дошла до нас, сложилась во II веке до н. э. — II веке н. э. При этом не весь материал, содержащийся в сборнике, может относиться именно к указываемому периоду. Относительно новыми признаются первая и последняя (XII) главы. Из остальных глав наиболее древними считаются II—VI главы, однако в них также встречаются стихи, которые являются позднейшими добавлениями. Пандуранг Ваман Кане ограничивал датировку периодом с II века до н. э. до I века н. э. К. П. Джаясвала указывает ещё более точную дату: 150—120 годы до н. э.

## Изучение и критика
Законы Ману являются важным социологическим, политическим и историческим памятником древнеиндийской литературы. Он также является предметом критики со стороны многих[каких?] современных исследователей. Большая часть критики связана с неизвестностью уровня влияния «Ману-смрити» на индийское общество того времени, также происходят споры по поводу того, насколько изменился оригинальный текст после дальнейших интерпретаций.
Приводится ряд доказательств о том, что «Ману-смрити» не имел сильного влияния на общество своего времени. Так, например, «Бхагавад-гита» противоречит многим положениям «Ману-смрити», включая закрепление варны за человеком при рождении. В Северной и Южной Индии традиционными религиями были вайшнавизм и шиваизм, в то время как Законы Ману не были широко распространены.
В 300 году до н. э. Мегасфен описывал, что люди в регионе Матхуры поклонялись Гераклу (которого принято отождествлять с Кришной). Автор «Артха-шастры» Чанакья не упоминает о каких-либо законах, закрепившихся в обществе.
В средние века Законы Ману были неоднократно переписаны и откомментированы индийскими авторами, что говорит о большом значении, которое им придавалось. До наших дней дошли комментарии Медхатитхи (IX век), Говиндараджи (XII—XIII века), Нараяны (XIV век), Куллюкабхатты (XV век), Рагхавананды (XVII—XVIII века), Нанданы и Рамачандры (XVIII век), а также анонимный кашмирский комментарий, по-видимому, довольно поздний. Естественно, что авторы данных комментариев проживали в отличных от времени составления Законов Ману общественных условиях, что не могло не влиять на их творчество, поэтому мнения различных индийских авторов при толковании отдельных стихов сильно расходятся.
Первый перевод Законов Ману на английский язык был издан в 1794 году основателем европейской индологии сэром Уильямом Джонсом. Британская администрация поддерживала интерес к "Дхарма-шастрам", которые она считала кодексами законов. Однако согласно Авари многие индийцы не знали о существовании этого свода "законов" и его "абсолютизация" произошла лишь в девятнадцатом веке в связи с деятельностью таких индийских универсалистов как общество "Брахма-самадж" и др.:
Подавляющее большинство индийцев в своей истории никогда не следовали или благосклонно относились к данному тексту; он стал известен миру через перевод, сделанный в конце восемнадцатого века сэром Уильямом Джонсом, который ошибочно преувеличивал их древность и значение. Сейчас многие его идеи популяризованы индийскими универсалистами в качестве золотых норм классического индийского закона. Однако они преданы анафеме современными мыслителями и особенно феминистами.
После Уильяма Джонса Законы Ману неоднократно переводились полностью или частично на европейские языки и на некоторые языки Индии. Среди наиболее качественных переводов — английский перевод Г. Бюлера, а также А. К. Бернелла и Э. У. Хопкинса. Первое русское издание Законов Ману было напечатано в 1913 году в Петербурге в переводе С. Д. Эльмановича, однако уже в то время русские санскритологи считали его неудовлетворительным в связи с некоторыми серьёзными ошибками.
Сурендра Кумар, который насчитывал 2 685 стихов в «Ману-смрити», считал, что 1 214 из них являются аутентичными, а оставшиеся 1 471 были добавлены позднее. Считается, что стихи, относящиеся к критике шудр и женщин были добавлены позднее, но не позднее Ади Шанкары (VII—VIII века).
В своей книге «Революция и контрреволюция в Индии» («Revolution and Counter-Revolution in India») лидер далитов Бхимрао Рамджи Амбедкар утверждает, что «Ману-смрити» был написан мудрецом Махариши Бхригу во времена Пушьямитры Шунги в связи с социальным давлением набирающего рост буддизма. Однако историк Ромила Тхапар считает, что эти выпады носят вымышленный характер и приводит археологические доказательства в свою поддержку.
Однако не все учёные сходятся на том, что Законы Ману не являлись авторитетным источником права. К примеру, аутентичность и авторитетность «Ману-смрити» признавали такие мистики, философы и основатели "нео-религиозных движений" как  Бхактиведанта Свами Прабхупада, Анни Безант, Пётр Успенский, Пандуранг Шастри Атхавале и Сарвепалли Радхакришнан.

## Структура текста
«Ману-смрити» написана на санскрите, «современная» редакция содержит 2685 стихов (шлок), которые разбиты на 12 глав:
- I глава описывает представления о происхождении Вселенной, сословий (варн), человеческого общества;
- II — правила жизни в период обучения;
- III-IV — правила жизни семьянина-домохозяина;
- V — некоторые религиозные нормы;
- VI — правила жизни отшельника;
- VII — наставления об обязанностях царя и управлении государством;
- VIII — наставления о судопроизводстве и юридической практике;
- IX-X посвящены семейным отношениям, наказаниям за различные преступления, обязанностям членов варн;
- XI — предписания о покаяниях и обетах во искупление совершённых грехов;
- XII — описание посмертных воздаяний за дурные дела в настоящей жизни.

## «Ману-смрити» как кодекс правил

### Социальное устройство
«Ману-смрити» выделяет четыре варны: брахманы, кшатрии, вайшьи и шудры. Согласно ему вайшьев следовало побуждать к занятию торговлей, ростовщичеством, скотоводством и земледелием, а шудр — к услужению «дваждырождённым». Также в «Ману-смрити» упоминаются лица, «презренные даже для отверженных».
Также указаны семь случаев, при которых человек становился рабом (даса) — военнопленный (дхваджарта), за содержание (бхактадаса), рождённый в доме (грихаджа), купленный (крита), подаренный (датрирна), доставшийся по наследству (пайтрика) и в силу наказания (дандадаса). Раб был неправоспособен, заключенные им сделки считались недействительными. Дети рабыни считались собственностью хозяина.
Оружие могли носить только кшатрии, другие «дваждырождённые» могли браться за оружие только когда для них «наступает время бедствий». Войны были важным источником процветания государства. Почитался царь — мужественный воин, который добывал силой то, чего он не имел.

«ЗМ, VII, 101. То, что он не имеет, пусть старается [приобрести] силой (danda),
приобретенное-охраняет заботливо, сохраненное — приумножает
приращением, приумноженное — вручает достойным получать [дары]»
«Данда-нити» в переводе с санскрита означает «справедливое правление», это знания, с помощью которых царь управлял государством
Царю переходила бо́льшая часть награбленного имущества, в частности земля, оружие, золото, серебро; остальное подлежало дележу среди солдат. Армия выполняла также функции охраны государственного порядка, для чего воинские отряды помещались среди «двух, трёх, пяти, а также сотен деревень».
Главной задачей царя являлась охрана его подданных, за что он имел право назначить им налог (бали), однако он должен был быть умерен в его сборах. Также ему вверялось осуществление правосудия с помощью опытных брахманов, он являлся опекуном всех малолетних, больных, вдов. Царю предписывалось почитать брахманов, знающих Веды и поступать по их совету. Царь также назначал ряд должностных лиц и контролировал их деятельность.
Для каждой деревни царю следовало назначить старосту, для десяти, двадцати, ста и тысячи деревень — управителя.
В качестве судебной инстанции выступал суд, в который входили царь вместе с брахманами и опытными советниками либо назначенный царём брахман, «окружённый тремя судьями». Толковать нормы права в суде мог только брахман, в крайнем случае кшатрия или вайшья.
Существовало 18 поводов (пада) судебного разбирательства: неуплата долга, заклад, продажа чужого, участие в торговом или ином объединении, неотдача данного, неуплата жалования, нарушение соглашения, отмена купли-продажи, спор хозяина с пастухом, споры о границе (земельных участков), клевета и оскорбление действием, кража, убийство, насилие, прелюбодеяние, брачные отношения, раздел наследства, игра в кости и битье об заклад.
Большое внимание уделяется свидетельским показаниям в суде. Свидетель должен был являться равным по социальному статусу той стороне в процессе, относительно которой он дает показания. Только в случае тяжких преступлений (воровство, насилие и пр.) свидетели не проверялись слишком тщательно на предмет надёжности. При отсутствии надлежащих свидетелей разрешалось принимать свидетельства ребёнка, старика, ученика (в отношении учителя), родственника, раба и женщины.

### Имущественные отношения
В «Ману-смрити» говорится о сроках давности пользования, владения вещью, влекущих за собой превращение владения в собственность. Данный срок составлял 10 лет. Правило давности не распространялось на залог и вклад. Существовало семь законных способов приобретения имущества: путём передачи вещи по наследству, получения её в дар, покупки, завоевания, ростовщичества, исполнения работы, а также получения милостыни. Первые три способа были доступны для всех варн, четвёртый — только для кшатриев, пятый и шестой — для вайшьев, седьмой был привилегией брахманов.
Недействительными считались те сделки, которые были совершены путём обмана или насилия, пьяным или безумным человеком, находившимся в состоянии гнева, горя, а также рабом, стариком, ребёнком.
Наёмный труд был неприемлем для высших варн, так как услужение являлось «собачьим образом жизни», а брахману следовало его избегать. Наёмный работник, не выполнивший работу, подвергался штрафу. Даже в случае его болезни наёмная плата не выплачивалась, если работа была не полностью закончена.

### Семейные отношения
Брачно-семейным отношениям («дхарма жён и мужей») в Законах Ману посвящены в основном главы III и IX.
В них выделяется восемь форм брака (виваха), которые были распространены в Индии. Первые четыре, поощряемые брахманами, включали брахму (вручение отцом «наделённой драгоценностями» дочери жениху), дайву (вручение дочери жрецу, когда он исполняет обряд), аршу (отец выдаёт дочь жениху после получения от него быка и коровы или двух пар) и праджапатью (вручение отцом дочери жениху после слов «Исполняйте вместе дхарму»). Другие («дурные») виды включают асуру (покупка невесты), гандхарву (добровольный союз жениха и невесты, мог совершаться без согласия родителей; разновидность — сваямвара («собственный выбор»)), ракшасу (похищение невесты) и самый худший вид — пайшачу (насилие над девушкой в состоянии алкогольного или наркотического опьянения или безумной). Брать в жёны несовершеннолетних не запрещалось. Многожёнство не поощрялось, но муж мог взять вторую жену, если первая была склонна к пьянству, злобна или расточительна.
Браки между различными варнами не поощрялись, но были возможными, если муж принадлежал к более высокой варне, чем жена. Однако их дети были неравны в своих правах на наследство, к примеру, сын шудрянки и дваждырождённого не имел права на наследство, кроме того, что давал ему отец.
Женщина согласно «Ману-смрити» должна была всю жизнь находиться под защитой мужчины (отца — в детстве, мужа — в молодости, сына — в старости). Главным её назначением считалось рождение и воспитание детей, особенно сыновей. Законным отцом ребёнка считался муж матери независимо от того, кто им был фактически. Продажа жены и детей считалась возможной, но являлась грехом, однако даже проданная жена не освобождалась от мужа. В случае, если жена не рожала детей, муж мог взять новую жену через 8 лет, если рожала детей мертворожденными — через 10 лет, если рожала только девочек — через 11 лет. В случае грубости жены муж мог взять новую «немедленно».
Жёны, потерявшие мужей, не могли повторно выходить замуж, но в случае смерти бездетного мужа жена по требованию родственников должна была родить от его брата или другого близкого человека.

### Преступления и наказания
Великими грехами (махапатака) согласно «Ману-смрити» являлись убийство брахмана, пьянство, кража, прелюбодеяние с женой гуру (учителя), а также сообщество с таким грешником. Следствием этих преступлений было наказание вплоть до лишения всей собственности и изгнания из страны. Однако такой великий грех, как сообщество с великим грешником не был отнесен к числу преступлений.
От наказания освобождался убийца, если он защищал себя при охране жертвенных даров и при защите женщин и брахманов. При этом не имело значения, был ли убит гуру, ребёнок, престарелый или даже брахман, весьма учёный в Ведах. Также грехом не являлось «убийство убийцы».
Наказание зависело от варны наказуемого. Например, за оскорбление словом или действием равного себе по положению или представителя низшей варны накладывался штраф, но за такое же преступление шудры в отношении «дваждырождённых» влекло за собой телесное наказание — отрезание языка, губ, рук, ноги, кастрацию.
Прелюбодеяние относилось к тяжким преступлениям. Согласно Законам Ману людей, которые домогались чужих жён, царь должен был изгнать, «подвергать наказанию, внушающему трепет», к прелюбодеянию относились «услужливость, заигрывание, прикосновение к украшениям и одеждам, а также совместное сидение на ложе». Все небрахманы, виновные в прелюбодеянии, подвергались смертной казни. Однако проституция жены с согласия мужа не наказывалась. Лишение чести девушки против её воли влекло за собой телесное наказание, отрезание пальцев в случае, если преступник был не равен по положению с потерпевшей. Равный по положению был обязан выплатить крупный штраф. Неверная жена должна была подвергнуться затравливанию собаками, а её сожитель — сожжению на раскалённом железном ложе. За преступное сожительство со свободной женщиной также накладывалось наказание в зависимости от варны мужчины.
«Собирание кореньев, плодов от деревьев, дров для огня и травы для корма скота» не являлись преступлением. Похищение «родовитых людей, особенно женщин, так же как и лучших драгоценных камней» наказывалось смертной казнью, воровство коров — отсечением половины ноги.
Царю предписывается использование следующих видов наказаний: заточение (ниродхана), заковывание в цепи (бандха) и различные виды телесных наказаний (вадха). К брахманам смертная казнь не применялась, вместо неё использовались другие виды наказания, связанные с публичным позором.